# Тумнин (Хабаровский край)
Тумни́н — посёлок сельского типа в Ванинском районе Хабаровского края.

## История
Поселок Тумнин основан в 1945 году на одноименной реке как станция на железной дороге Комсомольск—Советская Гавань, статус посёлка с 28 мая 1947 года. До мая 1984 года поселок Тумнин входил в территориальное подчинение исполнительного комитета Тулучинского сельского Совета народных депутатов, позже был образован Тумнинский сельский совет. В январе 1992 года исполком Тумнинского сельского Совета был преобразован в администрацию посёлка Тумнин, в 2000 году — в муниципальное образование «Посёлок Тумнин».

## Транспорт
Посёлок Тумнин обслуживается Дистанцией гражданских сооружений НГЧ-8, Совгаванской дистанцией пути ПЧ-19, Дистанцией сигнализации, централизации и блокировки ШЧ-10, Дистанцией электроснабжения ЭЧ-5. В посёлке есть одноимённая железнодорожная станция 4 класса, а также билетная касса.

## Население
По состоянию на 2009 год население посёлка Тумнин составляло 1156 человек, из них 532 мужчины и 624 женщины.
| 1992 | 2002  | 2010  | 2011 | 2012  | 2013 | 2014 |
| ---- | ----- | ----- | ---- | ----- | ---- | ---- |
| 1500 | ↘1352 | ↘1000 | ↘992 | ↗1000 | ↘990 | ↘939 |
| 2015 | 2016  | 2017  | 2018 | 2019  | 2020 | 2021 |
| ↗975 | ↘913  | ↘879  | ↘868 | ↘854  | ↘840 | ↗875 |

## Образование и культура
В сельском поселении «Посёлок Тумнин» имеются два образовательных учреждения: общеобразовательная школа и детский сад. Среднюю общеобразовательную школу посещают 128 школьников. В 2013 году построена новая школа. В детском саду функционирует две разновозрастные группы, которые посещают 37 детей.
Имеются Дом Культуры и библиотека.

## Здравоохранение
Медицинское обслуживание населения посёлка осуществляет фельдшерско-акушерский пункт. Аптека отсутствует, обеспечение лекарственными препаратами населения посёлка осуществляют медицинские работники ФАПа.

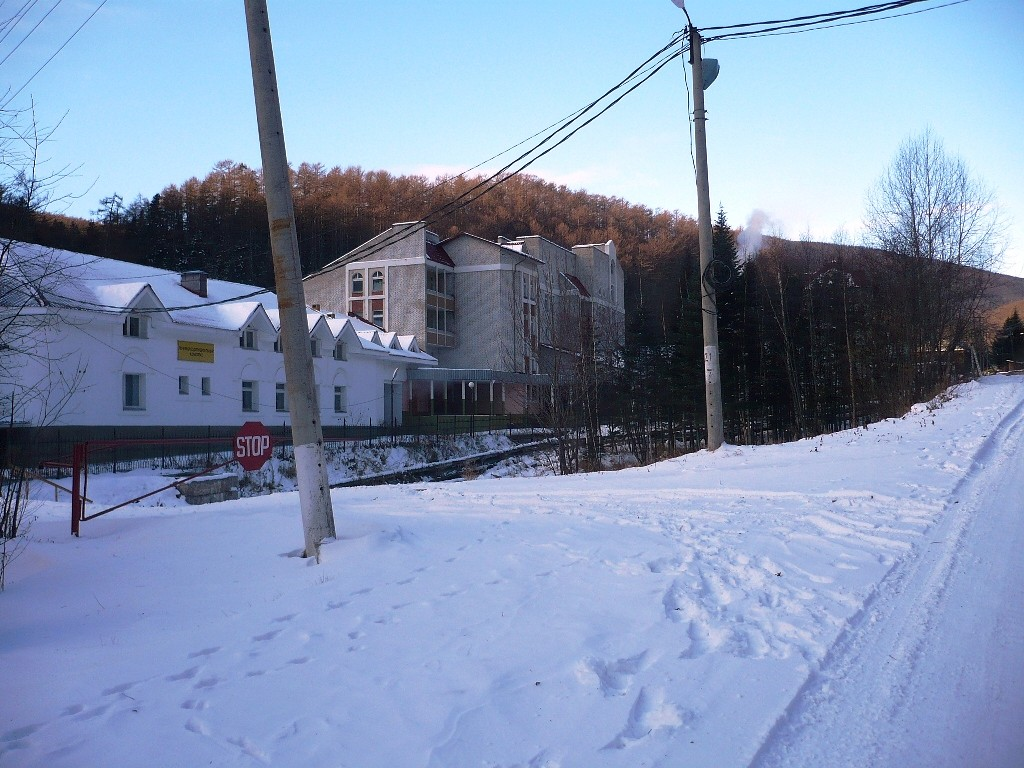
Тумнинский санаторий

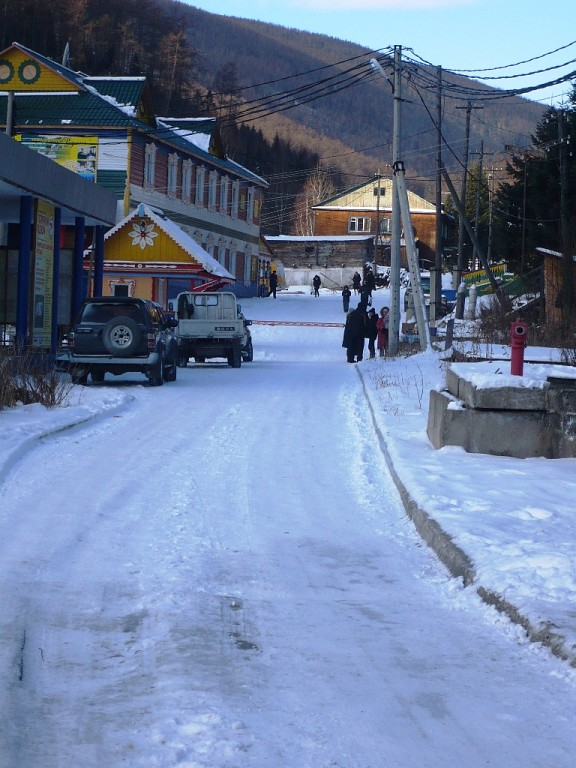
Тумнинский санаторий

В 10-и километрах от станции имеется Тумнинский источник (минеральные радоновые воды), где располагаются санаторий РЖД «Горячий ключ» и несколько лечебно-профилактических учреждений различной формы собственности. Комплекс зданий расположен в живописном распадке. От станции к источнику ходит автобус.

## Связь
Средства связи в селе представлены отделением почтовой связи Ванинского почтамта УФ ПС и Ванинским участком Советско-Гаванского МРУЭС, с общей монтированной ёмкостью станции 200 номеров. АТС и почта расположены в одном здании.
На территории поселения имеется собственный ретранслятор, принимающий три телеканала — Первый канал, Россия-1 и Первое краевое телевидение. В посёлке есть мобильная связь от оператора «МТС», на территории Тумнинского источника минеральных радоновых вод — «Билайн».